# فريق مزدوج (فلم)
فريق مزدوج  (بالإنجليزية: Double Team) هو فيلم حركة تم إنتاجه في الولايات المتحدة وصدر في سنة 1997. من بطولة جين كلود فان دام ودينيس رودمان وميكي رورك.

## الميزانية والإيرادات
بلغت تكلفة إنتاج الفيلم حوالي 30 مليون دولار بينما حقق أرباحا تقدر بـ 11,438,337 دولار.

## وصلات خارجية
- مقالات تستعمل روابط فنية بلا صلة مع ويكي بيانات